# Spargania leucocyma
Spargania leucocyma là một loài bướm đêm trong họ Geometridae.